# Hellblazer
Hellblazer (tytuł oryginału: John Constantine, Hellblazer) – amerykańska seria komiksowa, wydawana oryginalnie jako miesięcznik od stycznia 1988 do lutego 2013 i od listopada 2019 do października 2020 przez DC Comics w ramach linii wydawniczych Vertigo i Black Label. Łącznie ukazało się 312 numerów serii. Głównym bohaterem komiksu jest John Constantine, angielski egzorcysta i uliczny mag, którego postać stworzyli Alan Moore, Steve Bissette i John Totleben. W Polsce seria Hellblazer jest wydawana przez wydawnictwo Egmont Polska.

## Początki
John Constantine pojawił się po raz pierwszy w serii komiksowej Saga o potworze z bagien, w czasach, gdy jej scenarzystą był Alan Moore. Gdy postać zdobyła popularność, zapadła decyzja o wydawaniu osobnej serii o przygodach Constantine'a. Pierwotnie seria miała nosić tytuł Hellraiser, ale nazwa ta została wykorzystana przez Clive'a Barkera jako tytuł filmu.
Początkowym założeniem serii było komentowanie życia codziennego Anglii lat 80. Pierwszymi autorami komiksu byli scenarzysta Jamie Delano i rysownik John Ridgway oraz Dave McKean jako rysownik okładek.

## Twórcy serii
Przez serię przewinęło się wiele znanych nazwisk. Dla wielu autorów Hellblazer był okazją do zaprezentowania własnych umiejętności i zaistnienia na głównonurtowym rynku komiksowym. Wśród scenarzystów znaleźli się: Garth Ennis, Paul Jenkins, Warren Ellis, Darko Macan, Brian Azzarello, Neil Gaiman, Grant Morrison, Eddie Campbell, John Smith, Mike Carey, Denise Mina, oraz Andy Diggle.
Rysownikami, tworzącymi serie byli: Mark Buckingham, Tim Bradstreet, Steve Dillon, Marcelo Frusin, Leonardo Manco oraz Sean Phillips. Powstały także serie poboczne, ze scenariuszem Petera Hogana zatytułowane Love Street i Marquee Moon. W 2006 pisarz Ian Rankin ogłosił, że pracuje nad scenariuszem do krótkiej historii związanej z fabułą Hellblazera.

## Tło fabularne
Akcja Hellblazera toczy się w świecie przedstawionym przypominającym współczesność (głównie w Anglii), wzbogaconym jednak o elementy magii, horroru i tajemnicy. Choć seria jest wydawana przez DC Comics, nawiązania do uniwersum zamieszkanego przez licznych superbohaterów są dość luźne. Większość wątków toczy się raczej dookoła życia zwykłych ludzi, którzy napotykają na swojej drodze paranormalne zjawiska, w które często zaangażowany jest w jakiś sposób John Constantine. Jednakże superbohaterowie z uniwersum DC (głównie ci mniej znani) pojawiają się na kartach Hellblazera, m.in. Zatanna, The Phantom Stranger oraz Swamp Thing.
Główny bohater komiksu jest często przedstawiany jako postać niejednoznaczna moralnie. Constantine zazwyczaj wychodzi cało z problemów, jakie stawiają przed nim scenarzyści, zwykle jednak płaci za to wysoką cenę, robiąc sobie wielu wrogów (często bardzo potężnych, niejednokrotnie nadprzyrodzonych). Jest sympatyczny, ale ze względu na swoje zainteresowanie zjawiskami paranormalnymi niebezpieczny dla otoczenia. Jednym z często powtarzających się motywów w komiksie są nawiedzające Constantine'a duchy jego zmarłych przyjaciół.
Constantine jest najczęściej przedstawiany jako przystojny mężczyzna w średnim wieku (jest jedną z nielicznych postaci komiksowych które się starzeją), zaniedbany blondyn w brązowym prochowcu, nałogowy palacz (papierosy marki Silk Cut), niestroniący od alkoholu, wagabunda i kobieciarz. Wygląd postaci był wzorowany na wizerunku scenicznym Stinga.
Postać Johna Constantine'a pojawiała się na kartach innych komiksów wydawanych przez DC Comics, min. Księga Magii (wyd. polskie: Egmont Polska 2007), Sandman (wyd. polskie: Egmont Polska 2002-2007), Lucyfer (wyd. polskie: Egmont Polska 2008), Saga o potworze z bagien (wyd. polskie: Egmont Polska 2007).

## Wydania zbiorczeHellblazeraw Polsce

### Zbiorcze wydania w miękkiej oprawie ze scenariuszamiGartha Ennisa
| Tom | Tytuł i rok wydania polskiego | Tytuł i rok wydania oryginalnego | Zawartość                                                                              |
| --- | ----------------------------- | -------------------------------- | -------------------------------------------------------------------------------------- |
| 1   | Niebezpieczne nawyki (2008)   | Dangerous Habits (1994)          | Zeszyty Hellblazer #41–46                                                              |
| 2   | Strach i wstręt (2008)        | Fear and Loathing (1997)         | Zeszyty Hellblazer #62–67                                                              |
| 3   | Chora miłość (2009)           | Tainted Love (1998)              | Zeszyty Hellblazer #68–71, Hellblazer Special: Confessional i Vertigo Jam: Tained Love |
| 4   | Płomień potępienia (2009)     | Damnation's Flame (1999)         | Zeszyty Hellblazer #72–77                                                              |
| 5   | Łajdak u piekła bram (2010)   | Rake at the Gates of Hell (2003) | Zeszyty Hellblazer #78–83, Heartland #1                                                |

### Zbiorcze wydania w twardej oprawie
| Lp. | Tytuł i autor                  | Rok wydania | Zawartość oryginalna                                                                        |
| --- | ------------------------------ | ----------- | ------------------------------------------------------------------------------------------- |
| 1   | Hellblazer 1 (Brian Azzarello) | 2019        | Zeszyty Hellblazer 146–156                                                                  |
| 2   | Hellblazer 2 (Brian Azzarello) | 2019        | Zeszyty Hellblazer 157–174                                                                  |
| 3   | Hellblazer 1 (Garth Ennis)     | 2020        | Zeszyty Hellblazer 41–50, 52–56                                                             |
| 4   | Hellblazer 2 (Garth Ennis)     | 2020        | Zeszyty Hellblazer 57–71, Hellblazer Special 1, Tainted Love                                |
| 5   | Hellblazer 3 (Garth Ennis)     | 2020        | Zeszyty Hellblazer 72–83, 129–133, Heartland 1, Vertigo Winter's Edge 2                     |
| 6   | Hellblazer (Warren Ellis)      | 2020        | Zeszyty Hellblazer 134–143, Shoot #1                                                        |
| 7   | Hellblazer 1 (Jamie Delano)    | 2021        | Zeszyty Hellblazer 1–13, Swamp Thing 76–77                                                  |
| 8   | Hellblazer 2 (Jamie Delano)    | 2021        | Zeszyty Hellblazer 14–24, Hellblazer Annual 1, The Horrorist 1–2                            |
| 9   | Hellblazer 3 (Jamie Delano)    | 2022        | Zeszyty Hellblazer 28–31, 33–40, 84, 250, Vertigo Secret Files: Hellblazer 1, Bad Blood 1–4 |
| 10  | Hellblazer 1 (Mike Carrey)     | 2022        | Zeszyty Hellblazer 175–188                                                                  |
| 11  | Hellblazer 2 (Mike Carrey)     | 2023        | Zeszyty Hellblazer 189–205                                                                  |
| 12  | Hellblazer 3 (Mike Carey)      | 2023        | Zeszyty Hellblazer 206–215, 229, John Constantine Hellblazer: All His Engines, Exposed      |
| 13  | Hellblazer 1 (Paul Jenkins)    | 2024        |                                                                                             |

### Zbiorcze wydania z cykluSandman Uniwersumw twardej oprawie
| Tom | Tytuł i rok wydania polskiego | Tytuł i rok wydania oryginalnego | Scenariusz     | Rysunki                                       | Zawartość                                                                                                   |
| --- | ----------------------------- | -------------------------------- | -------------- | --------------------------------------------- | --- |
| 1   | Znak cierpienia (2021)        | Marks of Woe (2020)              | Simon Spurrier | Marcio Takara, Aaron Campbell, Matías Bergara | Zeszyty The Sandman Universe Presents: Hellblazer #1, John Constantine, Hellblazer #1–6, Books of Magic #14 |
| 2   |                               | The Best Version of You (2021)   | Simon Spurrier | Marcio Takara, Aaron Campbell, Matías Bergara | Zeszyty John Constantine, Hellblazer #7–12                                                                  |

### Zbiorcze wydania spod marki DC Black Label w twardej oprawie
| Tom | Tytuł i rok wydania polskiego | Rok wydania | Zawartość                             |
| --- | ----------------------------- | ----------- | ------------------------------------- |
| 1   | Wzlot i upadek (Tom Taylor)   | 2021        | Zeszyty Hellblazer: Rise and Fall 1–3 |

## Adaptacje
Na podstawie komiksu powstał film Constantine z 2005 oraz serial o tym samym tytule. Obie adaptacje spotkały się z mieszanymi recenzjami krytyków. Postać dołączyła później do "Arrowverse" zaczynając od jednego z odcinków serialu Arrow, a później stając się jednym z protagonistów serialu DC’s Legends of Tomorrow.